# Samhällsvetenskapliga föreningen
Samhällsvetenskapliga föreningen, förkortat SF, är en svensk studentförening. Föreningens historia går tillbaka till 1930-talet då det vid Stockholms högskola bildades en föreningen för statsvetare. Fakultetsföreningsstatus kom först år 1964 när samhällsvetenskapliga fakulteten bildades men 1968 sattes medlemsavgiften till noll kronor och föreningen blev således vilande. 1995 återupplivades föreningen av ett antal studenter och allt sedan dess har föreningen spridit glädje och samvaro för studenter vid fakulteten. 
Föreningen huserar sedan 1997 i det östra Nobelhuset på Stockholms universitets universitetsområde. Föreningen kallar lokalen Café Bojan. Den samhällsbyggande myran har länge varit föreningens symbol och 1964 togs det patent på den myra som ingår i föreningens logotyp. Föreningen löd under lagen om kårobligatorium fram till dess avskaffande 2010.

## Ordförandelängd
| År         | Namn                   | År                   | Namn !              |
| ---------- | ---------------------- | -------------------- | ------------------- |
| 1937       | Per Holm (planerare)   | 1995                 | Katarina Säll       |
| 1938       | Per Holm (planerare)   | 1996                 | Hans Pechan         |
| 1939 (del) | Olle Hallberg          | 1997                 | Fredrik Bister      |
| 1940 (del) | Carl-Fredrik Cassel    | 1998                 | Charlotte Falck     |
| 1941       | Carl-Fredrik Cassel.   | 1999                 | Liisa Mast          |
| 1942       | Björn Bardel           | 2000                 | Tommy Tarré         |
| 1943       | ?                      | 2001                 | Johan Mast          |
| 1944       | Stig Karlander         | 2002 (del)           | Jonas Colling       |
| 1945       | Gunnar Löwegren        | 2002 (del)           | Erika Jägbeck       |
| 1946       | Arne Lundmark          | 2003                 | Johanna Berg        |
| 1947       | Karl-Olof Faxén        | 2004                 | Lovisa Aldrin       |
| 1948       | Per-Gunnar Björner     | 2005                 | Daniel Carnerud     |
| 1949       | Lennart Siedel         | 2006                 | Gregory Gorelik     |
| 1950       | Klas Wallberg          | 2007                 | Carin Östergren     |
| 1951       | Tolle Ramstedt         | 2008                 | Carin Östergren     |
| 1952       | Lars Kalderén          | 2009 (till april)    | Sten Collander      |
| 1953       | Arne Brodd             | 2009 (april-oktober) | Peter Jönsson       |
| 1954       | Dan Faxner             | 2009 (från oktober)  | Joar Horn           |
| 1955       | Bo Thomé               | 2010/2011            | Fredrik Holmberg    |
| 1956       | Fred von Tobiesen      | 2011/2012            | Gabriella Björnberg |
| 1957       | Bengt Reuterskiöld     | 2012/2013            | Martin Hellströmer  |
| 1958       | Bo Jonas Sjönander     | 2013/2014            | Martin Hedman       |
| 1959       | Branko Salaj           | 2014/2015            | Ludvig Daver        |
| 1960       | Magnus Åberg           | 2015/2016            | Martin Oscarsson    |
| 1961       | Christer Lemmel        | 2016/2017            | Maria Lunusjkin     |
| 1962       | Hans Christian Ageman  | 2017/2018            | Hanna Emnegard      |
| 1963       | Olle Gärdin            | 2018 (till december) | Hugo Thorén         |
| 1964 (del) | Leif Brink             | 2019 (till april)    | Gustav Stönner      |
| 1964 (del) | Björn Håkansson        | 2019/2020            | Sara Emnegard       |
| 1965       | Lars Engwall           | 2020/2021            | Angela Katumba      |
| 1966       | Marina Stagh           | 2021/2022            | Jade Silfverling    |
| 1967       | Olof Nordell           | 2022                 | Fanny Johnson       |
| 1968       | Anders Norén           | 2023                 | Mikaela Hammar      |
| 1969-1994  | Föreningen låg vilande | 2024                 | Olivia Schelin      |
|            |                        | 2025                 | Nils Littorin       |